# 劳巴克
劳巴克（法語：Laubach，发音：[laubak] 或 [laubax]）是法国下莱茵省的一个市镇，属于阿格诺-维桑堡区和赖什索芬县（Reichshoffen）。该市镇总面积1.69平方公里，2009年时的人口为302人。

## 人口
劳巴克人口变化图示